# Gestion des déchets radioactifs dans le Loiret
La gestion des déchets radioactifs dans le Loiret couvre les actions de collecte et de traitement des déchets radioactifs produits dans le département français du Loiret et pour certains types de déchets produits en dehors du département.

## Cadre réglementaire

### Définitions
Selon la définition de l'AIEA, est considéré comme déchet radioactif « toute matière pour laquelle aucune utilisation n'est prévue, et qui contient des radionucléides en concentrations supérieures aux valeurs que les autorités compétentes considèrent comme admissibles dans des matériaux propres à une utilisation sans contrôle ». En France, un déchet radioactif est une matière radioactive ne pouvant être réutilisée ou retraitée (dans les conditions techniques et économiques du moment).
L’Agence nationale pour la gestion des déchets radioactifs (Andra) conçoit et exploite les filières de stockage adaptées à chaque catégorie de déchets radioactifs. Cela se traduit par la collecte, le conditionnement, le stockage et la surveillance des déchets. Depuis la loi du 28 juin 2006, l'Andra a également en charge l'entreposage de longue durée. La gestion des déchets et des matières radioactives fait l'objet d'un plan national revu tous les trois ans : le plan national de gestion des matières et déchets radioactifs (PNGMDR). Dans celui-ci est définie la classification française des déchets radioactifs qui repose sur deux paramètres importants pour définir le mode de gestion approprié : le niveau d’activité des éléments radioactifs contenus et leur période (sous les appellations vie courte, vie longue avec une coupure à la période de 30 ans).
|                            | Vie très courte (VTC) période radioactive <100 jours                                                           | Vie courte (VC) période radioactive ≤ 31 ans | Vie longue (VL) période radioactive > 31 ans                                                                             |
| -------------------------- | --- | --- | --- |
| Très Faible Activité (TFA) | Déchets VTC Gérés sur place par décroissance radioactive. Ils sont ensuite gérés comme des déchets classiques. | Déchets TFA Stockés en surface au Centre de stockage TFA de l’Aube.                                                                                             | Déchets TFA Stockés en surface au Centre de stockage TFA de l’Aube.                                                      |
| Faible Activité (FA)       | Déchets VTC Gérés sur place par décroissance radioactive. Ils sont ensuite gérés comme des déchets classiques. | Déchets FMA-VC Stockés en surface au Centre de stockage FMA de l’Aube qui a succédé au Centre de stockage de la Manche, aujourd’hui fermé et sous surveillance. | Déchets FA-VL Centre de stockage à faible profondeur (entre 15 et 200 mètres) à l’étude. Mise en service prévue en 2019. |
| Moyenne Activité (MA)      | Déchets VTC Gérés sur place par décroissance radioactive. Ils sont ensuite gérés comme des déchets classiques. | Déchets FMA-VC Stockés en surface au Centre de stockage FMA de l’Aube qui a succédé au Centre de stockage de la Manche, aujourd’hui fermé et sous surveillance. | Déchets MA-VL Centre de stockage profond (à 500 mètres) à l’étude. Mise en service prévue en 2025.                       |
| Haute Activité (HA)        | Déchets VTC Gérés sur place par décroissance radioactive. Ils sont ensuite gérés comme des déchets classiques. | Déchets HA Centre de stockage profond (à 500 mètres) à l’étude. Mise en service prévue en 2025.                                                                 | Déchets HA Centre de stockage profond (à 500 mètres) à l’étude. Mise en service prévue en 2025.                          |

## Producteurs de déchets radioactifs
L'industrie électronucléaire n'est pas la seule à produire des déchets radioactifs. Elle en génère, en volume au niveau national, un peu moins des deux tiers (62 %), mais ceux-ci concentrent l'essentiel de l'activité. Le reste provient des services de recherche (17 %), du secteur de la Défense nationale (17 %) de l'industrie non électronucléaire (3,5 %) et du secteur médical (1 %).

### Producteurs dans le Loiret
L'édition 2015 de l'inventaire national des déchets radioactifs fait état des producteurs suivants dans le département du Loiret.
| Domaine                        | Commune            | Etablissement-service ou spécialité-unité                                                                    | Radionucléides utilisés                                  | Volume (m3) au 31/12/2013 | Activité radiologique au 31/12/2013 | Filière de gestion |
| ------------------------------ | ------------------ | --- | -------------------------------------------------------- | --- | --- | ------------------ |
| Industrie électronucléaire     | Dampierre-en-Burly | CNPE de Dampierre                                                                                            | 3H, 55Fe, 60Co, 63Ni, 109Cd, 108mAg, 110mAg, 137Cs, 58Co | | 1, Déchets de Moyenne Activité à Vie Longue entreposés en piscine : grappes (40,41 PBq), Crayons absorbants (60,39 PBq), Têtes de grappes (276,6 TBq), Doigts de gants (101 TBq), squelettes d'assemblages combustibles (120 TBq), etc |                    |
| Industrie électronucléaire     | Dampierre-en-Burly | CNPE de Dampierre                                                                                            | 3H, 55Fe, 60Co, 63Ni, 109Cd, 108mAg, 110mAg, 137Cs, 58Co | 2. Déchets de Moyenne, Faible ou Très Faible Activité à Vie Courte : déchets non conditionnés ou attente d'expérition à l'ANDRA pour stockage ou à CENTRACO pour traitement. | |                    |
| Industrie électronucléaire     | Sully-sur-Loire    | AREVA NP - CEDOS                                                                                             | 60Co, 110mAg, 58Co                                       | | |                    |
| Industrie non électronucléaire | Fleury-les-Aubrais | Thales Air Systems - Customer service                                                                        | 3H                                                       | 0,8 | 4,6 TBq | Projet             |
| Industrie non électronucléaire | Orléans            | CILAS - Compagnie industrielle des lasers                                                                    | 3H                                                       | 1,2 | 3,8 TBq | Projet             |
| Industrie non électronucléaire | Pithiviers         | MIPE - Détecteurs d'incendie (235 344 unités)                                                                | 241Am                                                    | | 9,67 GBq |                    |
| Médical                        | Amilly             | Est loiret imagerie scintigraphique - médecine nucléaire                                                     | 99mTc                                                    | 0 | | Décroissance       |
| Médical                        | Orléans            | Centre hospitalier régional - Hôpital la source - mèdecine nucléaire                                         | 51Cr - 99mTc - 111In - 123I - 131I - 201Tl               | 3 | - | Décroissance       |
| Médical                        | Orléans            | SCM INOV - Services de scintigraphie et médecine nucléaire - service de scintigraphie - clinique des Murlins | 67Ga - 99mTc - 111In - 131I - 201Tl                      | 0 | - | Décroissance       |
| Médical                        | Orléans            | Technologie Servier - centre de pharmacocinétique et de métabolisme                                          | 3H - 14C                                                 | 2,77 | 143 MBq | Centre FMA         |
| Recherche                      | Orléans            | CNRS - Orléans - Iramat (centre de recherche sur les archéomatériaux)                                        |                                                          | 0 - | | Décroissance       |
| Recherche                      | Orléans            | CNRS - Orléans - Iramat (centre de recherche sur les archéomatériaux)                                        | 60Co                                                     | 0,01 | 10 KBq | Centre FMA         |
| Recherche                      | Orléans            | CNRS - Orléans - CBM a - UPr 4301                                                                            | 32P - 33P - 35S                                          | 2 - | | Décroissance       |
| Recherche                      | Orléans            | CNRS - Orléans - CBM a - UPr 4301                                                                            | 3H - 14C                                                 | 0,485 | 65 MBq | Centre FMA         |
| Recherche                      | Orléans            | CNRS - Orléans - CBM a - UPr 4301                                                                            | 3H - 14C                                                 | 0,002 | 2,3 GBq | Projet             |
| Recherche                      | Orléans            | Bertin Pharma SA - radiochimie                                                                               | 125I                                                     | 0 | - | Décroissance       |
| Recherche                      | Orléans            | Bertin Pharma SA - radiochimie                                                                               | 3H - 14C                                                 | 0,35 | 37 MBq | Centre FMA         |
| Recherche                      | Orléans            | CNRS - Orléans - CDTA (centre de distribution, typage et archivage animal)                                   | 18F - 99mTc - 111In - 123I                               | 0 - | | Décroissance       |
| Recherche                      | Orléans            | Bureau de recherches géologiques et minières (brgm) - étude de diffusion - traçage et datation               | Th                                                       | 0,00005 | 25 KBq | Projet             |
| Recherche                      | Orléans            | Bureau de recherches géologiques et minières (brgm) - étude de diffusion - traçage et datation               | 3H - 14C                                                 | 0,78 | 12,1 MBq | Centre FMA         |
| Recherche                      | Orléans            | CNRS - Orléans - CEMHTI - UPR 3079 conditions extrêmes et matériaux : haute température et irradiation       | 11C - 46Sc - 48V - 56Co - 83Rb - 124Sb                   | 0 | - | Décroissance       |
| Défense                        | Gien               | 12e Base de Soutien du Matériel (12e BSMAT)                                                                  | 226Ra - 3H                                               | | Faible |                    |

### Industrie électronucléaire
Deux établissements relevant de l'industrie électronucléaire sont en activité dans le département du Loiret : la centrale nucléaire de Dampierre-en-Burly et la société CEDOS, une filiale du groupe AREVA NC implantée à Sully-sur-Loire.

#### La centrale nucléaire de Dampierre
La centrale nucléaire de Dampierre comprend quatre réacteurs nucléaires REP de 890 MWe en service. Le premier couplage au réseau a eu lieu en 1980.
Les déchets de moyenne activité à vie longue entreposés en piscine sont en général des matériels métalliques activés, mis au rebut, correspondant à des outils servant au pilotage des réacteurs : grappes (autres que sources), doigts de gants RIC, crayons absorbants, crayons sources,têtes de grappes, squelettes d'assemblage combustibles, pièces diverses (vis, douilles, carottes…), grappes bouchons en étuis.
Les déchets de moyenne, faible ou très faible activité à vie courte sont issus des processus de collecte et de tri sélectif mis en œuvre en permanence dans l'installation. Ils sont entreposés sur le site en attente de traitement suivant leur nature physique et leur activité.

#### Le CEDOS
Le Centre d’Entretien et de Décontamination d’Outillages de Sully (CEDOS) est une installation nucléaire installée à Sully-sur-Loire destinée à l’entreposage et à l’entretien des outillages utilisés par Areva, ses filiales et ses partenaires, lors de la maintenance des centrales nucléaires. Il met à la disposition des clients des infrastructures et des moyens humains permettant de réaliser des prestations de maintenance d’outillages contaminés. Une extension du site a été inaugurée en 2015 afin de disposer d’une base chaude capable de répondre aux besoins futurs d’AREVA Base Installée France afin de permettre, :
- l’entreposage et la maintenance des outillages de remplacement des générateurs de vapeur 1 300 MW, de maintenance spécialisée des générateurs de vapeur et ceux liés aux grands carénages d’EDF et post-Fukushima
- Le rapatriement des activités actuellement effectuées sur la base d’EDF à Tricastin (BCOT), avec des outillages de maintenance tubes-guide (remplacement de broches (RBGG) et remplacement de tubes-guide (RTG)).

Au 31 décembre 2013, l'installation stockait deux types de déchets : des déchets de moyenne activité (MA) (activité radiologique : 2,41 GBq) et des déchets solides en attente de traitement (activité radiologique : 2,57 GBq)

### Industrie non électronucléaire

#### Société MIPE
Les détecteurs ioniques de fumées utilisent une chambre d'ionisation composée de deux électrodes, dans laquelle est placé un matériau radioactif. L'air est alors ionisé par les particules chargées émises par la petite source radioactive (généralement une pastille d’Américium 241Am. Ces systèmes, dangereux pour la santé, sont désormais interdits sur tout le territoire national à la suite de l'arrêté du 18 novembre 2011 qui instaure un retrait progressif des 7 millions de détecteurs existants en 2011 dans une période de 10 ans,. La société MIPE, installée à Pithiviers, effectue le démantèlement de ces détecteurs ioniques de fumée. À ce titre, les sources scellées usagées contenant la pastille d'américium sont extraites des détecteurs et regroupées, afin d’être ensuite envoyées soit chez le fabricant, soit à l'Andra. Au 31 décembre 2013, la société stockait 235 344 unités (activité radiologique : 9,67 GBq).

## Traitement

### Industrie électronucléaire
Le traitement des déchets radioactifs consiste à transformer le déchet initial en un déchet présentant des caractéristiques plus appropriées pour sa gestion, notamment en termes de volumes. À titre d’exemple, on peut citer : l’incinération, la vitrification, le compactage et la fusion

#### Déchets de moyenne activité (MA)
Les déchets de moyenne activité comprennent :
- Des déchets solides (d'exploitation ou de maintenance) posés dans une coque en béton et bloqués dans un liant hydraulique.
- des déchets de procédé (déchets issus du procédé de fabrication ou résultant du traitement des déchets) tels que filtres, résines, boues, concentrats. Ces déchets sont bloqués dans un liant hydraulique et conditionnés dans une coque en béton.

Ces colis de déchets sont entreposés sur le site avant expédition vers le centre de stockage en surface de l'Andra.

#### Déchets de faible activité (FA)
Peuvent être distingués dans cette catégorie les déchets de procédés (filtres, gants, combinaisons, surbottes, chiffons, papiers) et les effluents liquides (huiles, solvants, boues). Ces déchets sont transférés et traités par incinération. Les cendres et les mâchefers issus de l'incinération sont bloqués dans un liant hydraulique, puis conditionnés en fûts métalliques blindés de 400 litres. Ce procédé permet de réduire le volume des déchets d'un facteur 20. Ces fûts ont pour exutoire final le centre de stockage en surface de l'ANDRA.
Les déchets solides (d'exploitation ou de maintenance, ferreux ou non ferreux) sont quant à eux transférés et traités par fusion sous forme de lingots cylindriques. Ce procédé permet de réduire le volume des déchets d'un facteur 10. Ces lingots ont pour exutoire final le centre de stockage en surface de l'ANDRA.

#### Déchets de très faible activité TFA
- Déchets solides divers (gravats, métaux, terres, silices) - Ces déchets sont entreposés sur le site en attente de traitement. Ils seront conditionnés quand le centre de stockage de l'Aube en surface des déchets TFA mis en exploitation en août 2003.
- Déchets dont l'exutoire est « à définir » (MA - FA - TFA) - Certains déchets sont entreposés sur les sites en attente d'un exutoire final, c'est le cas de l'amiante, du plomb, des piles. Ces déchets à la fois « radioactifs et toxiques chimiques » ne sont pas acceptables sur un centre de stockage en surface en regard des règles de sûreté applicables actuellement[17].

### Domaines hors industrie électronucléaire

#### Gestion en décroissance
La majeure partie de ces déchets gérés en décroissance sont les déchets hospitaliers, qui contiennent des radionucléides à vie très courte utilisés à des fins de diagnostic ou thérapeutique. Il suffit d’attendre que leur radioactivité décroisse pendant des durées variant de quelques jours à quelques mois. Les déchets correspondants sont ensuite évacués dans des filières conventionnelles. Ils ne sont plus considérés comme des déchets radioactifs.
| Radionucléide  | Symbole | Demi-vie     |
| -------------- | ------- | ------------ |
| Scandium 46    | 46Sc    | 83,79 d      |
| Carbone 11     | 11C     | 20,38 min    |
| Fluor 18       | 18F     | 109,78 min   |
| Technétium 99m | 99mTc   | 6,01 heures  |
| Iode 123       | 123I    | 13,22 heures |
| Thallium 201   | 201Tl   | 72,91 heures |
| Indium         | 111In   | 2,80 jours   |
| Gallium 67     | 67Ga    | 3,26 jours   |
| Phosphore 32   | 32P     | 14,28 jours  |
| Iode 131       | 131I    | 8,02 jours   |
| Vanadium 48    | 48V     | 15,97 jours  |
| Phosphore 33   | 33P     | 25,56 jours  |
| Chrome 51      | 51Cr    | 27,70 jours  |
| Antimoine 124  | 124Sb   | 60,20 jours  |
| Cobalt 56      | 56Co    | 77,23 jours  |
| Rubidium 83    | 83Rb    | 86,2 jours   |
| Soufre         | 35S     | 87,44 jours  |